# 西张村镇
西张村镇，是中华人民共和国河南省三門峽市陕州区下辖的一个乡镇级行政单位。

## 行政区划
西张村镇下辖以下地区：
张二村、张一村、张三村、张四村、后关村、前关村、人马村、西阳村、凡村、辛庄村、庙上村、沟东村、水淆村、陈村、赵村、石原村、南原村、东窑院村、坡头村、窑店村、反上村、寺下村、涧西村、涧里村、庙洼村、白草湾村、宜村、丰阳村、窑头村、人马寨村、王村、营前村、太阳村、东阳村、南沟村、东沟村、西沟村、五花岭村、小安头村、大安头村和丁管营村。

## 中国传统村落
- 2012年12月，庙上村被评为首批“中国传统村落”。
- 2013年8月，南沟村被评为第二批中国传统村落。